# Museo Poldi Pezzoli

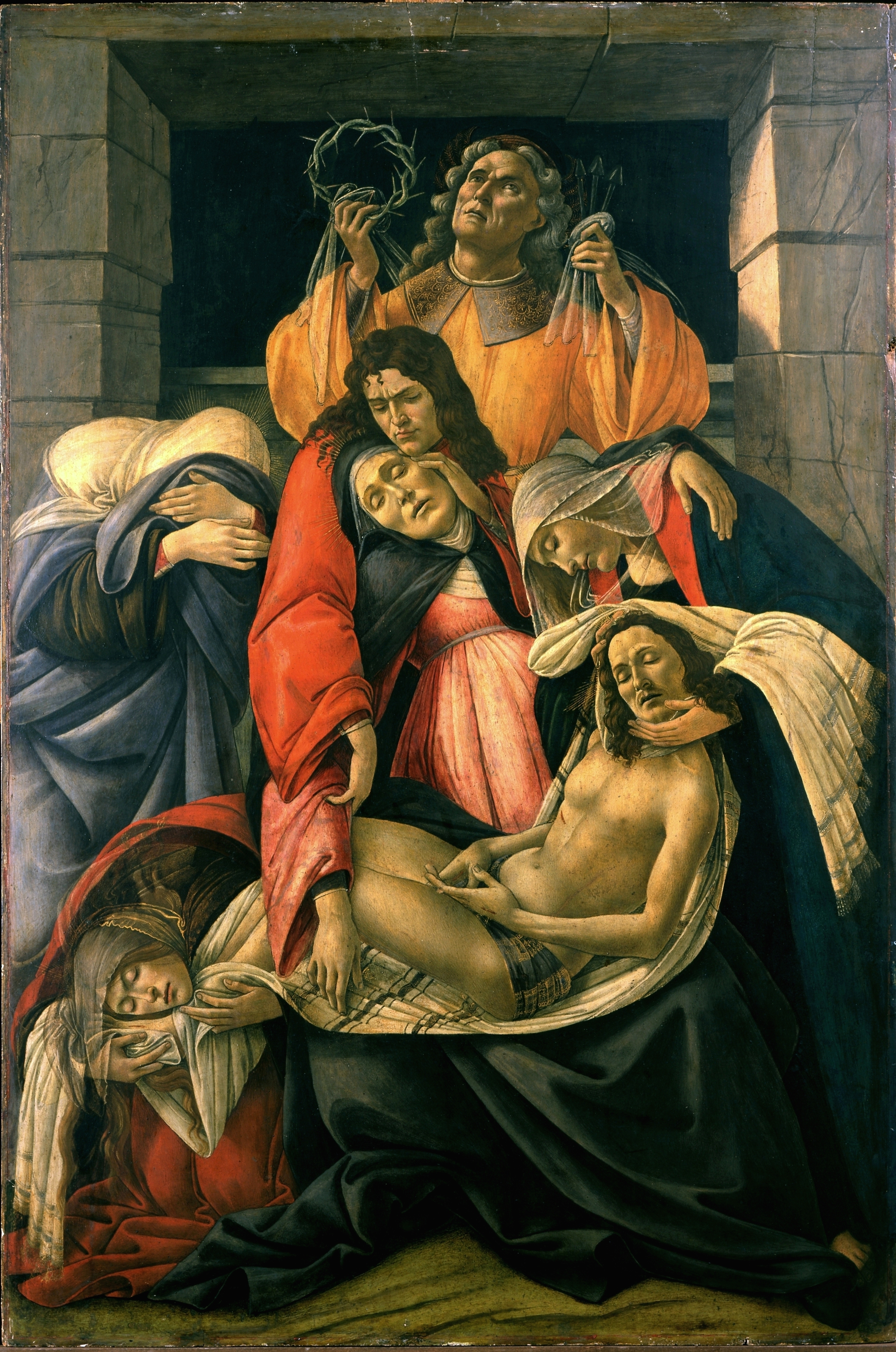
Compianto su Cristo morto av Sandro Botticelli.

Museo Poldi Pezzoli är ett konstmuseum i Milano, Italien. Museet har sitt ursprung i Gian Giacomo Poldi Pezzolis och hans mors Rosa Trivulzios privata samling.